# Brasilien i olympiska vinterspelen 1992
Brasilien deltog med 7 deltagare vid de olympiska vinterspelen 1992 i Albertville. Ingen av landets deltagare erövrade någon medalj.

## Alpin skidåkning
- Marcelo Apovian
- Robert Scott Detlof
- Hans Egger
- Fábio Igel
- Lothar Christian Munder
- Sérgio Schuler
- Evelyn Schuler